# Миленкович, Александр
Алекса́ндр Миле́нкович (серб. Александар Миленковић; 22 декабря 1967, Белград) — бывший югославский и сербский биатлонист, лыжник и велогонщик. Участник трёх Олимпиад. Директор шоссейной велогонки Тур Сербии.

## Карьера
В 1991 году стал победителем шоссейной велогонки Тур Болгарии.
На Зимних Олимпийских Играх 1992 года в Альбервилле представлял Югославию в лыжных соревнованиях в четырёх видах программы – гонке на 10 км, гонке на 30 км, марафоне и преследовании. Лучшее место – шестьдесят пятое в марафоне, который выиграл норвежец Бьорн Дэли.
Спустя полгода принял участие в Летних Олимпийских Играх в Барселоне в шоссейных велогонках, представляя однако не Югославию, а в качестве независимого участника под Олимпийским флагом. В групповой гонке, выигранной Фабио Казартелли, занял 42 место, проиграв победителю 35 секунд. В командной гонке на время в составе сборной независимых участников показал восемнадцатый результат.
Война и распад Югославии повлияли на спортивную карьеру Александра. Лишь спустя 14 лет он вновь принял участие в главных стартах четырёхлетия — Зимних Олимпийских Играх в Турине под флагом Сербии и Черногории. Соревновался в двух видах: биатлоне и лыжных гонках. В гонках со стрельбой и в спринте, и в индивидуальной гонке занял одинаковое – 85 место. В классическом лыжном марафоне не финишировал. На церемонии закрытия Олимпиады нёс флаг Сербии и Черногории. Завершил карьеру.

## После завершения профессиональной карьеры
Александр Миленкович живёт в Белграде. Он является профессиональным тренером по велосипедному спорту и занимает должность директора Тура Сербии.

## Личная жизнь
Женат. Имеет двух дочерей: Мелису и Алексу.